# Perilitus chabarovi
Perilitus chabarovi är en stekelart som beskrevs av Sergey A. Belokobylskij 1995. Perilitus chabarovi ingår i släktet Perilitus och familjen bracksteklar. Inga underarter finns listade i Catalogue of Life.